# 弗雷德·卡默
弗雷德·卡默（英語：Fred Kammer，1912年6月3日—1996年2月21日），美国男子冰球运动员，场上位置是前锋，亦有參與業餘高爾夫球比賽。他曾代表美国国家队参加1936年冬季奥林匹克运动会冰球比赛，获得一枚铜牌。